# CEA Industrie
CEA Industrie (aussi désignée CEA-I) est une ancienne filiale du commissariat à l'Énergie atomique spécialisé dans le nucléaire civil et militaire, le biomédical et les services informatiques. Ses principales filiales étaient la Compagnie générale des matières atomiques (Cogema), qu'elle contrôlait à 100%, Technicatome (90%) et Framatome (36%).

## Historique
En décembre 1983 est créée par décret du conseil des ministres du troisième gouvernement Pierre Mauroy la société des participations industrielles du commissariat à l'Énergie atomique, regroupant toutes les participations du CEA dans des activités industrielles et commerciales (COGEMA, Framatome, Technicatome, etc.). Gérard Renon, l'administrateur général du CEA, devient président de cette société.
Le 30 décembre 1990, la presse iranienne annonce que la société française Eurodif doit rembourser un prêt de 943 millions de francs consenti par l'Iran en 1977 et destiné à financer la part iranienne de l'usine d'enrichissement d'uranium du Tricastin.
En août 1991, le gouvernement Édith Cresson lance un audit sur CEA Industrie. En décembre 1991, l'État promet un dédommagement à CEA-Industrie pour sa filiale déficitaire Eurodif.
En 1991, les bénéfices de CEA-Industrie ont diminué de 21,5%, en raison de la baisse des activités d'enrichissement de l'uranium et des conséquences du règlement du contentieux iranien.
Le 15 février 1992, Jean Syrota remet à Édith Cresson un projet de fusion Thomson-CEA-Industrie.
En 1992, Philippe Rouvillois est renommé président de CEA-Industrie.
En mars 1993, CEA-I se retire partiellement du capital de Technicatome au profit de Framatome et de la Direction des constructions navales.
En janvier 1999, la valeur boursière de CEA-Industrie chute d'un tiers, en raison de la sortie du nucléaire civil allemande décidée par le gouvernement de Gerhard Schröder qui entraîne la rupture des contrats allemands de la Cogema, dont CEA-I détient 81%.
En juin 2001, CEA-I est intégrée au sein du groupe Topco, qui est devenu le groupe Areva en septembre 2001.